# Elliðaey
Az Elliðaey a Vestmannaeyjar szigetcsoport harmadik legnagyobb tagja, Izlandtól délre. Testvérszigetével, a Bjarnarey-vel együtt 5-6000 éve keletkezhetett vulkáni tevékenység nyomán. A tenger felé meredek sziklák határolják, belsejében – a korábbi kráter helyén – dús növényzetű völgy található. Területe 45 hektár, legmagasabb pontja 114 méterre emelkedik a tengerszint fölé.
A szigetet már a sagák is említik. Korábban lakói szarvasmarhát és sertést is tenyésztettek rajta. Ma már főleg csak tengeri madarak, nagyrészt lundák fészkelnek ott
1953-ban az egyébként már lakatlan szigeten egy nagyobb vadászházat emeltek. 2000-ben az akkori miniszterelnök,  Davíð Oddsson javasolta, hogy a szigetet a nemzet ajándékozza Björk  énekesnőnek hálából Izland népszerűsítéséért szerte a világon,  azonban a javaslatot tiltakozás fogadta.  

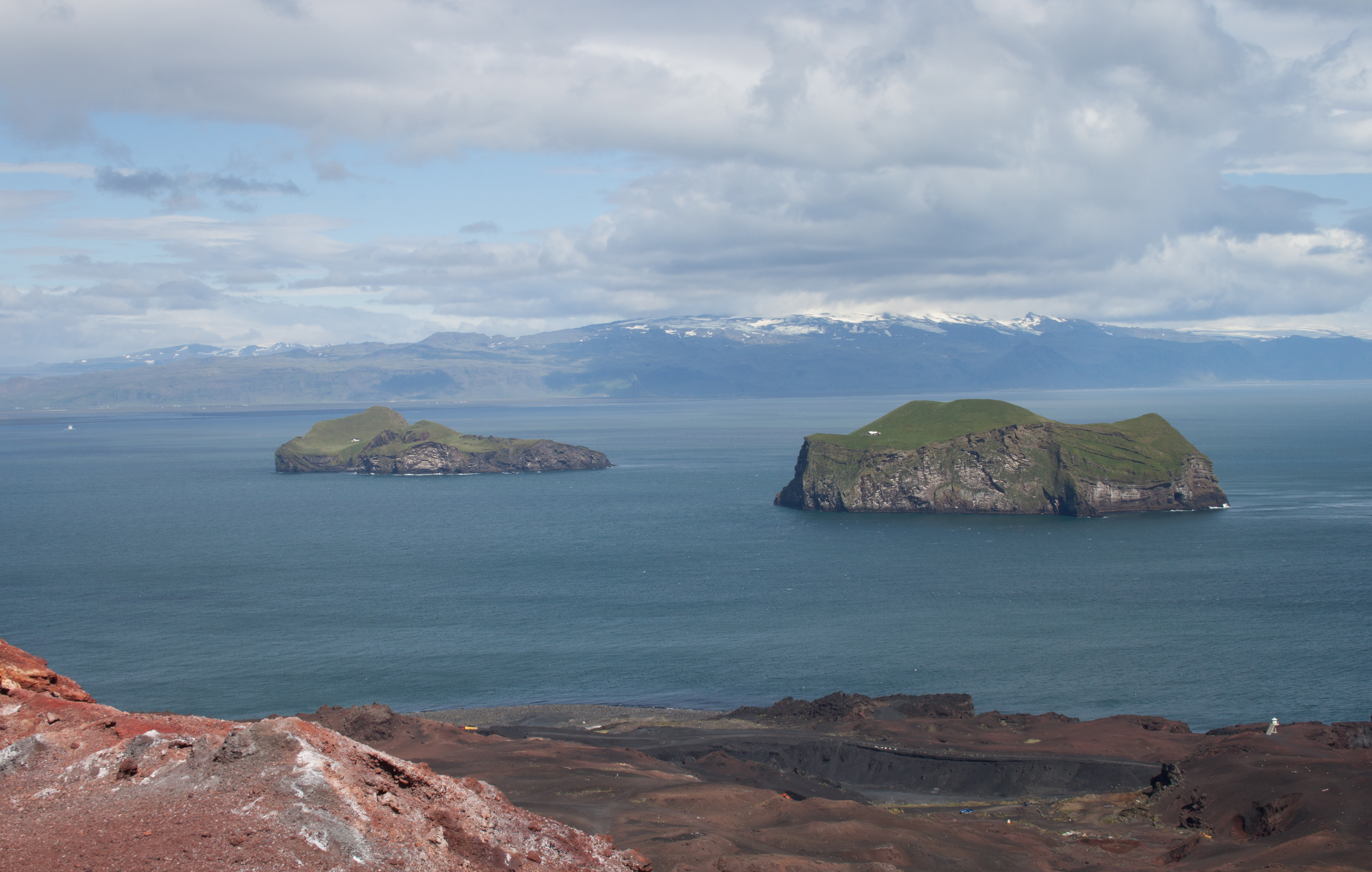
Elliðaey (balra) és Bjarnarey szigetei az Eldfell csúcsáról nézve. Háttérben az Eyjafjallajökull

## Fordítás
- Ez a szócikk részben vagy egészben a Elliðaey című izlandi Wikipédia-szócikk ezen változatának fordításán alapul.  Az eredeti cikk szerkesztőit annak laptörténete sorolja fel. Ez a jelzés csupán a megfogalmazás eredetét és a szerzői jogokat jelzi, nem szolgál a cikkben szereplő információk forrásmegjelöléseként.